# Julio Bolbochán
Julio Bolbochán (Buenos Aires, 10 de março de 1920 — Caracas, 28 de junho de 1996) foi um jogador de xadrez da Argentina, com diversas participações nas Olimpíadas de xadrez. Bolbochán participou das edições de 1950, 1952, 1954 e 1962 no segundo tabuleiro tendo conquistado a medalha de ouro em 1950 e a de prata em 1954. Por equipes, ganhou as medalhas de prata em 1950, 1952 e 1954 e de bronze em 1962. Nas edições de 1966 e 1970 disputou no terceiro tabuleiro sendo a melhor colocação o décimo terceiro.